# Simpson (Kansas)
Simpson es una ciudad ubicada en los condados de Cloud y Mitchell en el estado estadounidense de Kansas. En el año 2010 tenía una población de 86 habitantes y una densidad poblacional de 143,33 personas por km².

## Geografía
Simpson se encuentra ubicada en las coordenadas 39°23′04″N 97°55′56″O / 39.384460, -97.932291 (39.384460, -97.932291).

## Demografía
Según la Oficina del Censo en 2000 los ingresos medios por hogar en la localidad eran de $25,938 y los ingresos medios por familia eran $29,375. Los hombres tenían unos ingresos medios de $26,607 frente a los $12,917 para las mujeres. La renta per cápita para la localidad era de $12,868. Alrededor del 18.8% de la población estaban por debajo del umbral de pobreza.